# Festuca carchiense
Festuca carchiense är en gräsart som beskrevs av Stancík. Festuca carchiense ingår i släktet svinglar, och familjen gräs. Inga underarter finns listade i Catalogue of Life.